# Karl Skytte
Karl Hansen Skytte (* 31. März 1908 in Køng-Højrup, Glamsbjerg; † 9. Juni 1986) war ein dänischer Politiker von Det Radikale Venstre (RV), der in den Regierungen der Ministerpräsidenten H. C. Hansen, Viggo Kampmann und Jens Otto Krag zwischen 1957 und 1964 Landwirtschaftsminister, von 1960 bis 1968 Vorsitzender von Det Radikale Venstre sowie zwischen 1968 und 1978 Präsident des Folketing war. Er war damit in der dänischen Parlamentsgeschichte der erste und bisher einzige Folketingspräsident der Radikale Venstre.

## Leben

### Herkunft und Vorsitzender des Radikale Venstre-Jugendverbandes

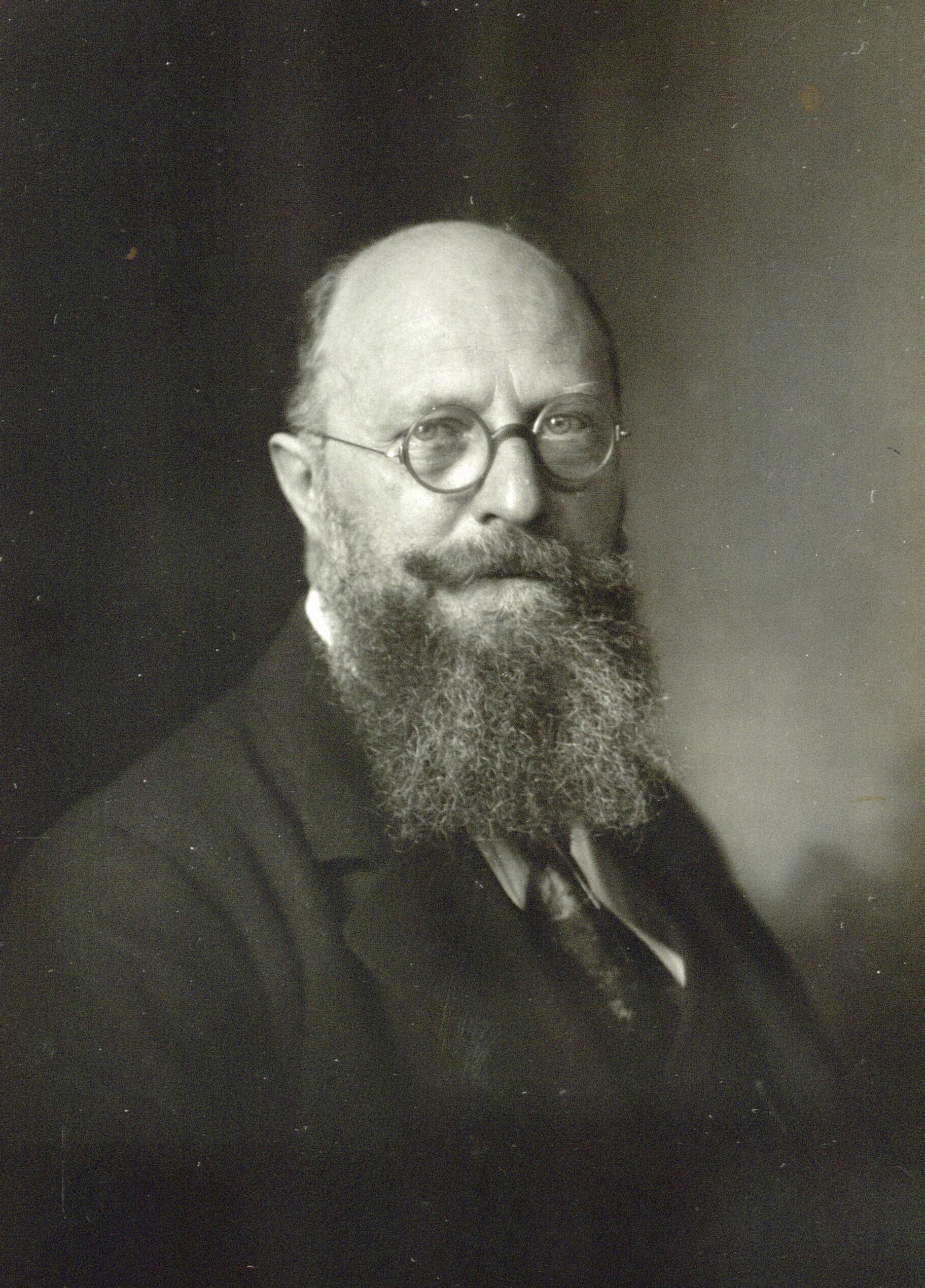
Die Regierungspolitik des sozialdemokratischen Ministerpräsidenten Thorvald Stauning in den 1920er Jahren prägte Skyttes politische Ansichten.

Skytte wuchs in einem von Freisinn und Sozialliberalismus geprägten Heim auf und war nach dem Besuch der Volksschule wie sein Vater als Landwirt tätig. Seine Jugend während der Regierungszeit von Ministerpräsident Thorvald Stauning prägte seinen späteren Einsatz für die Genossenschaftsbewegung.
Anfang der 1920er Jahre begann er politische Beiträge für die Tageszeitung Fyns Venstreblad und wurde auch aktives Mitglied des Radikal Ungdoms Landsforbund (RU), dem Jugendverband des Radikale Venstre. Dabei organisierte er eine radikale Jugendvereinigung in Fyns Amt, deren prägende zentrale Person er wurde. Während dieser Zeit begannen die politischen Freundschaften zu dem ebenfalls im Jugendverband der Partei tätigen späteren Kultur- und Unterrichtsminister Kristen Helveg Petersen, dem späteren Fischerei- und Grönlandminister A.C. Normann, Parteisekretär S. Bjørn Hansen, den späteren Bürgermeister von Fyns Amt, Edvin Rasmussen und vielen anderen.
Er war von 1929 bis 1943 Mitglied des Vorstandes des Radikal Ungdoms Landsforbund sowie zwischen 1933 und 1937 dessen Landesvorsitzender. Als solcher nahm er in dieser Zeit an zahlreichen Versammlungen teil, die sich gegen antiparlamentarische Tendenzen und einem aus Deutschland beeinflussten Nationalsozialismus wandten. Als RU-Landesvorsitzender trat er für die Abschaffung des Landsting, Absenkung des Wahlalters, Republik, unbedingte Freiheit des Denkens und sozialen Verständnisses und eine Verbesserung der Möglichkeiten der Landjugend ein. Als RU-Landesvorsitzender wurde er 1933 auch Mitglied des Vorstandes von Det Radikale Venstre und gehörte diesem als Jugendvertreter bis 1937 und im Anschluss als Mitglied bis 1939 an.

### Erfolglose Folketing-Kandidaturen, Landwirt und Kommunalpolitiker
Skytte, der 1930 bis 1931 die Landwirtschaftsschule von Tune besuchte, kandidierte für die RV bei den Wahlen vom 22. Oktober 1935 im Wahlkreis Køgekredsen für ein Mandat im Folketing, erlitt jedoch ebenso Niederlagen wie bei seinen darauf folgenden Kandidatur im Wahlkreis Holbækkredsen.
Er erwarb 1938 den Bauernhof Hillerslevgård in Hillerslev Sogn und bewirtschaftete diesen bis 1953. Daneben war er Besitzer des Bauernhofes Bregnehøjgård in Sallinge. Seine Kenntnisse in Landwirtschaft, Landentwicklung und Verbesserung der Landverteilung führten dazu, dass er 1942 Mitglied des Staatlichen Ausschusses für Agrarrecht (Statens Jordlovsudvalg) wurde und diesem bis 1957 angehörte.
Daneben engagierte er sich in der Kommunalpolitik und war zwischen 1943 und 1954 Mitglied des Rates von Hillerslev Sogn sowie zugleich von 1946 bis 1957 Mitglied des Rates von Svendborg Amt. Des Weiteren war er Vorsitzender der Flurbereinigungskommission von Svendborg Amt. Während dieser Zeit war er auch Beiratsmitglied und Vorsitzender des Aufsichtsrates der Zeitung Fyns Venstreblad.

### Mitglied des Folketing
Bei den Wahlen vom 28. Oktober 1947 wurde Skytte schließlich erstmals zum Mitglied des Folketing gewählt und gehörte diesem als Vertreter des Wahlkreises Holbækkredsen bis zu seinem Mandatsverzicht 1978 mehr als dreißig Jahre lang an.
Zum Anfang seiner Parlamentszugehörigkeit wurde er 1947 Mitglied des Landwirtschaftsausschusses und gehörte diesem bis 1957 an, wobei er zuletzt zwischen 1953 und 1957 Vize-Vorsitzender des Ausschusses war. Als solcher war er maßgeblich an den Flächenentwicklungsplänen der 1950er Jahre beteiligt, die zu einer Bodenreform zugunsten von Kleinbauern führten wie bei der Parzellierung des Grundbesitzes um das Herrenhaus Lerchenborg. Dabei setzte er sich trotz des wachsenden technischen Fortschritts für einen Erhalt der familiären Bauernhöfe ein, die seit den 1920er Jahren oftmals größeren Höfen angeschlossen wurden.
Daneben wurde er 1948 Mitglied der Grundschuld-Kommission sowie 1949 der Kommission für Urlaubsrecht. Außerdem war er zwischen 1950 und 1957 Mitglied des Finanzausschusses sowie von 1955 bis 1957 Mitglied des Verteidigungsausschusses und Sprecher der Fraktion des Radikale Venstre in zahlreichen politischen Fragen.

### Landwirtschaftsminister

#### Koalitionsregierungen Hansen, Kampmann und Krag 1957 bis 1964
Nach den Folketingwahlen vom 14. Mai 1957 bildete die Radikale Venstre unter den beiden Vorsitzenden Jørgen Jørgensen und Bertel Dahlgaard zusammen mit der Socialdemokraterne unter H.C. Hansen und dem Retsforbundet unter Viggo Starcke am 28. Mai 1957 unter Ministerpräsident H.C. Hansen eine Koalitionsregierung, die als Trekantsregeringen bekannt wurde.
In dieser Regierung übernahm Skytte das Amt des Landwirtschaftsministers (Landbrugsminister) und war damit neben Unterrichtsminister Jørgen Jørgensen, Wirtschaftsminister und Minister für Nordische Angelegenheiten Bertel Dahlgaard sowie dem Minister für Handel, Handwerk, Industrie und Schifffahrt, Kjeld Philip, einer von vier Ministern von Det Radikale Venstre im 16-köpfigen Kabinett. Die Socialdemokraterne stellte neben Ministerpräsident Hansen acht weitere Minister, während der Retsforbundet drei Ministerposten übernahm.
Skytte bekleidete das Amt des Landwirtschaftsministers auch unter Hansens Nachfolgern als Ministerpräsidenten, Viggo Kampmann und Jens Otto Krag, mehr als sieben Jahre lang bis zum 26. September 1964.

#### Dänische Landwirtschaftspolitik der 1950er und 1960er Jahre: Erfolge und Krisen
Zu Beginn seiner Amtszeit sah er sich mit dem Problem niedriger Preise auf den landwirtschaftlichen Exportmärkten konfrontiert, die auf das Einsetzen der Wirkungen der landwirtschaftlichen Bestimmungen der durch die Römischen Verträge 1957 gegründeten Europäischen Wirtschaftsgemeinschaft (EWG) zurückzuführen waren, der Dänemark noch nicht angehörte. Um dagegen vorzugehen, wurde 1958 ein System eingeführt, dass durch staatliche Käufe einen Mindestpreis für dänisches Getreide wie Weizen und Roggen, aber auch die Verkaufspreise für Milchprodukte auf dem Inlandsmarkt sicherstellen sollte. Diese Abspaltung der Inlandspreise von den Weltmarktpreisen setzte sich bis zum Beitritt Dänemarks zur EWG am 1. Januar 1973 fort. Dieses System hatte zwar den Vorteil, dass die Landwirtschaft in den 1960er Jahren erhebliche Einnahmen erwirtschaftete, allerdings auch den Nachteil jährlicher, mitunter schwieriger Preisverhandlungen.
Darüber hinaus kam es zu Schwierigkeiten bei den Lohnforderungen der in der Landwirtschaft Beschäftigten, die deutlich höher als die Lohnforderungen auf dem allgemeinen Arbeitsmarkt waren, so dass diese von der Regierung abgelehnt wurden. Daraufhin kam es zu einer Versorgungskrise, nachdem die Landwirtschaftsverbände einen Lieferstopp für Milch verkündeten. Diese führte zu Demonstrationen der Verbraucher, die Skytte als Landwirt selbst zu spüren bekam, als sich aufgebrachte Demonstranten vor seinem Bauernhof versammelten. Der Lieferstopp von Milchprodukten führte zu Demonstrationen in ländlichen als auch im städtischen Gebieten.
Nach dem Amtsantritt von Hansens Nachfolger Viggo Kampmann, der mit Zustimmung Skyttes am 21. Februar 1960 Ministerpräsident geworden war, wurde der Landwirtschaftshaushalt erhöht, so dass damit die Krise überwunden werden konnte. Zur Lösung zukünftiger Probleme gründete er 1960 die Landwirtschaftskommission (Landbokommissionen) unter seinem Vorsitz. Diese befasste sich in der Folgezeit mit den sich ändernden Strukturen der landwirtschaftlichen Betriebe infolge der Mechanisierung und Rationalisierung und der erwarteten neuen Bedingungen für einen beabsichtigten Beitritt Dänemarks zur EWG.

### Parteivorsitzender von Det Radikale Venstre 1960 bis 1968 und Fraktionsvorsitzender 1964 bis 1968
Nach dem Rücktritt Jørgensens wurde Skytte 1960 dessen Nachfolger als Parteivorsitzender von Det Radikale Venstre. Die Position als führender Politiker der Partei verstärkte sich noch als Jørgensen und Dahlgaard am 7. September 1961 ihre Ministerämter in der zweiten Regierung Kampmann niederlegten. Neben ihm und Kjeld Philip, der das Wirtschaftsministerium übernahm, gehörten nunmehr seine alten Freunde aus der Jugendverbandsarbeit dem Kabinett an, und zwar Kristen Helveg Petersen als Unterrichtsminister und A.C. Normann als Fischereiminister. Darüber hinaus trat der spätere Ministerpräsident Hilmar Baunsgaard als Minister für Handel, Handwerk, Industrie und Schifffahrt in die zweite Regierung Kampmann ein, der der Retsforbundet nicht mehr angehörte.
Die Regierungsarbeit zwischen Socialdemokraterne und Radikale Venstre wurde auch fortgesetzt, nachdem Jens Otto Krag am 3. September 1962 das Amt des Ministerpräsidenten übernahm und endete erst nachdem Krags Socialdemokraterne bei den Folketingwahlen vom 22. September 1964 eine Alleinregierung bilden konnte.
Nach Beendigung seiner Amtszeit als Minister übernahm Skytte das Amt als Vorsitzender der Fraktion des Radikale Venstre im Folketing. Zugleich war er zwischen 1964 und 1968 Vorsitzender des Landwirtschaftsausschusses sowie von 1964 bis 1978 Mitglied des Nordischen Rates.
Als Fraktionsvorsitzender nahm Skytte 1965 eine Einladung zu Gesprächen zur gemeinsamen politischen Zusammenarbeit mit der liberalen Venstre von Poul Hartling an, die im Herbst 1965 aufgenommen wurden. Allerdings konnte die Socialdemokraterne mit Krag weiterhin die Regierung stellen, wenngleich sie nach den Folketingwahlen vom 22. November 1966 noch stärker auf die Unterstützung der Socialistisk Folkeparti (SF) von Aksel Larsen angewiesen war, die ihre Mandate von zehn auf 20 verdoppeln konnte.
Nach dieser Wahl war er zwischen 1966 und 1968 gemeinsam mit Baunsgaard Vorsitzender von Det Radikale Venstre.

### Präsident des Folketing 1968 bis 1978

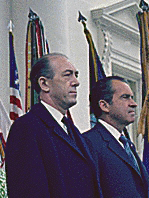
Mit dem Co-Parteivorsitzenden und nachmaligen Ministerpräsidenten Hilmar Baunsgaard (links) kam es 1968 zu unterschiedlichen Ansichten hinsichtlich der politischen Ausrichtung der Radikalen Venstre.

In der Folgezeit kam es zwischen Skytte und Baunsgaard jedoch zu unterschiedlichen Ansichten hinsichtlich der politischen Ausrichtung der Partei, die nach den Folketingwahlen vom 23. Januar 1968 verstärkt wurden. Dabei konnte sich Baunsgaard durchsetzen und bildete am 2. Februar 1968 als Ministerpräsident zusammen mit Hartlings Venstre und Det Konservative Folkeparti von Knud Thestrup und Poul Sørensen eine Koalitionsregierung. Dabei waren die Radikale Venstre mit 27 eigentlich kleinster Koalitionspartner, da die Konservative Folkeparti 37 und Venstre 34 Abgeordnete stellte.
Skytte war von der Idee dieser Koalition nicht überzeugt, da er aufgrund seiner politischen Ausrichtung in der Socialdemokraterne den natürlichen Partner seiner Partei sah. Letztlich kam es nach längeren Diskussionen zwischen Baunsgaard und ihm jedoch zu einer Einigung und internen Verabredung. Diese führte dazu, dass Skytte nicht als Minister in die Regierung Baunsgaard eintrat, sondern am 6. Februar 1966 von dem Sozialdemokraten Julius Bomholt das Amt des Vorsitzenden des Folketing übernahm und damit Parlamentspräsident wurde. Er war damit in der dänischen Parlamentsgeschichte der erste und bisher einzige Folketingspräsident der Radikale Venstre.
Das Amt des Folketingpräsidenten bekleidete Skytte mehr als zehn Jahre lang bis zu seinem freiwilligen Mandatsverzicht am 30. September 1978. Nachfolger wurde daraufhin am 3. Oktober 1978 mit Knud Børge Andersen wieder ein Vertreter der Socialdemokraterne. Daneben war er von 1975 bis 1978 Mitglied des Vorstandes des Nordischen Kulturfonds sowie zuletzt 1978 dessen Vorsitzender. Während seiner Präsidentschaft besuchte eine Abgeordnetengruppe im Juni 1977 die Deutsche Demokratische Republik.
Als Parlamentspräsident nahm er eine neutrale Position ein, und unterließ in der Folgezeit Kommentare zur Arbeit der Regierung Baunsgaard, wenngleich er beratend an den Fraktionssitzungen seiner Partei teilnahm. Er war als Vorsitzender des Folketing so angesehen, dass er auch nach den Verlusten seiner Partei bei den Wahlen 4. Dezember 1973 (20 Mandate), 9. Januar 1975 (13 Mandate) und 15. Februar 1977 (6 Mandate) wiedergewählt wurde. Die wachsende internationale Zusammenarbeit, insbesondere nach dem von ihm in den 1960er Jahren mit vorbereiteten Beitritt zur EWG, führte dazu, dass er zunehmend Auslandsreisen durchführte, um dadurch die parlamentarische Zusammenarbeit zwischen den einzelnen Mitgliedsstaaten zu stärken.
1978 wurde er Ehrenmitglied des Vorstandes von Det Radikale Venstre.
Aus der Ehe mit Dagny Skytte (1910–1999) ging der Sohn Anders Skytte hervor, der jedoch bereits 1959 im Alter von 17 Jahren verstarb.

## Veröffentlichung
- „Forord“ und „Christiansborg som arbeijdsplads“, in: Christiansborg Slot, herausgegeben vom Präsidium des Folketing. Redaktion: Kristian Hvidt, Svend Ellehøj und Otto Norn. Bildredaktion: Chr Bang, 2 Bände, Nyt Nordisk Forlag, København 1975, Band 1, S. 5 und Band 2, S. 333–346.